# 上麗片
上麗片，是吴语的一个方言片，分佈在浙西南及其相鄰的贛、閩邊界的丘陵山區:176。在传统分区法中，上麗片地区于处衢片。

## 分佈區域
上麗片方言又可分為上山小片和麗水小片，分佈如下:172 :195：

### 上山小片
- 浙江省
  - 杭州市：淳安縣西部與開化、常山交界的少數村，如安阳乡泉水村，大墅镇田門宅、洞塢村，枫树岭镇木花坑、楓香埂、大源村。
  - 衢州市：江山市，常山縣，開化縣（马金镇、何田乡、齐溪镇、苏庄镇除外）。
- 江西省
  - 上饶市：信州区、上饶县、广丰区、玉山县。

### 丽水小片
- 浙江省
  - 金华市：武义县的旧宣平县地区。
  - 丽水市：莲都区，龙泉市，青田县，云和县，遂昌县，松阳县，庆元县（江根乡除外），景宁畲族自治县。
  - 温州市：文成县南田镇，泰顺县罗阳镇（县城）、司前畲族镇、竹里畲族乡、黄桥乡、碑排乡。
- 福建省
  - 南平市：浦城县北部。